# Mauro Arambarri
Mauro Wilney Arambarri Rosa (Salto, 30 settembre 1995) è un calciatore uruguaiano, centrocampista del Getafe e della nazionale uruguaiana.

## Caratteristiche tecniche
Centrocampista di piede destro naturale, gioca prevalentemente da centrale e davanti alla difesa. È un mediano bravo ad impostare ritmo e azioni, a recuperare palloni e spezzare le trame avversarie. Ha giocato anche nella posizione di trequartista a supporto delle punte.

## Carriera

### In Uruguay
Nella stagione 2013-2014 esordisce con il Defensor Sporting Club nella Primera División Profesional de Uruguay, accumulando 12 partite. Dopo altre partite e buone prestazioni, riesce a segnalarsi come una delle promesse del calcio uruguagio.

### Bordeaux
Il 31 gennaio 2016 passa al Bordeaux. Nonostante l'ottima stagione della squadra (sesta piazza in Ligue 1), la squadra francese non punta molto sul giocatore, che colleziona poche presenze e viene lasciato partire.

### Getafe
L'8 agosto 2017 viene venduto al Boston River per 1 milione di euro, ma viene ceduto il giorno dopo al Getafe con la formula del prestito gratuito con diritto di riscatto, fissato a 2,15 milioni di euro. Dopo un rendimento convincente nella stagione di prova, in cui raccoglie 27 presenze e mette a referto una rete, l'11 giugno 2018 la società madrileña si convince ad acquistare a titolo definitivo il giocatore, legandolo a sé fino al 2023.
Nelle stagioni a seguire il suo gioco si rivela fondamentale per la compagine guidata da José Bordalás e diventa un titolare fisso e un perno del centrocampo: nella stagione 2018-2019 contribuisce alla cavalcata che porta il Geta ad uno storico quinto posto e a qualificarsi per l'Europa League, da cui però, dopo un soddisfacente girone, uscirà agli ottavi per mano dell'Inter.

## Statistiche

### Presenze e reti nei club
Statistiche aggiornate al 4 gennaio 2025.
| Stagione                 | Squadra                  | Campionato               | Campionato | Campionato | Coppe nazionali | Coppe nazionali | Coppe nazionali | Coppe internazionali | Coppe internazionali | Coppe internazionali | Altre coppe | Altre coppe | Altre coppe | Totale | Totale |
| Stagione                 | Squadra                  | Comp                     | Pres       | Reti       | Comp            | Pres            | Reti            | Comp                 | Pres                 | Reti                 | Comp        | Pres        | Reti        | Pres   | Reti   |
| ------------------------ | ------------------------ | ------------------------ | ---------- | ---------- | --------------- | --------------- | --------------- | -------------------- | -------------------- | -------------------- | ----------- | ----------- | ----------- | ------ | ------ |
| 2013-2014                | Defensor Sporting        | PD                       | 12         | 0          | -               | -               | -               | -                    | -                    | -                    | -           | -           | -           | 12     | 0      |
| 2014-2015                | Defensor Sporting        | PD                       | 19         | 1          | -               | -               | -               | -                    | -                    | -                    | -           | -           | -           | 19     | 1      |
| 2015-gen. 2016           | Defensor Sporting        | PD                       | 13         | 0          | -               | -               | -               | CS                   | 8                    | 0                    | -           | -           | -           | 21     | 0      |
| Totale Defensor Sporting | Totale Defensor Sporting | Totale Defensor Sporting | 44         | 1          |                 | -               | -               |                      | 8                    | 0                    |             | -           | -           | 52     | 1      |
| gen.-giu. 2016           | Bordeaux                 | L1                       | 5          | 0          | CF+CdL          | 0+0             | 0+0             | -                    | -                    | -                    | -           | -           | -           | 5      | 0      |
| 2016-2017                | Bordeaux                 | L1                       | 4          | 0          | CF+CdL          | 2+0             | 0+0             | -                    | -                    | -                    | -           | -           | -           | 6      | 0      |
| lug.-ago. 2017           | Bordeaux                 | L1                       | 0          | 0          | CF+CdL          | 0+0             | 0+0             | UEL                  | 1                    | 0                    | -           | -           | -           | 1      | 0      |
| Totale Bordeaux          | Totale Bordeaux          | Totale Bordeaux          | 9          | 0          |                 | 2               | 0               |                      | 1                    | 0                    |             | -           | -           | 12     | 0      |
| 2017-2018                | Getafe                   | PD                       | 27         | 1          | CR              | 2               | 0               | -                    | -                    | -                    | -           | -           | -           | 29     | 1      |
| 2018-2019                | Getafe                   | PD                       | 33         | 1          | CR              | 3               | 0               | -                    | -                    | -                    | -           | -           | -           | 36     | 1      |
| 2019-2020                | Getafe                   | PD                       | 35         | 1          | CR              | 1               | 0               | UEL                  | 6                    | 0                    | -           | -           | -           | 42     | 1      |
| 2020-2021                | Getafe                   | PD                       | 34         | 3          | CR              | 1               | 0               | -                    | -                    | -                    | -           | -           | -           | 35     | 3      |
| 2021-2022                | Getafe                   | PD                       | 31         | 0          | CR              | 0               | 0               | -                    | -                    | -                    | -           | -           | -           | 31     | 0      |
| 2022-2023                | Getafe                   | PD                       | 13         | 0          | CR              | 0               | 0               | -                    | -                    | -                    | -           | -           | -           | 13     | 0      |
| 2023-2024                | Getafe                   | PD                       | 7          | 0          | CR              | 0               | 0               | -                    | -                    | -                    | -           | -           | -           | 7      | 0      |
| 2024-2025                | Getafe                   | PD                       | 25         | 8          | CR              | 2               | 0               | -                    | -                    | -                    | -           | -           | -           | 27     | 8      |
| Totale Getafe            | Totale Getafe            | Totale Getafe            | 205        | 14         |                 | 9               | 0               |                      | 6                    | 0                    |             | -           | -           | 220    | 14     |
| Totale carriera          | Totale carriera          | Totale carriera          | 258        | 15         |                 | 11              | 0               |                      | 15                   | 0                    |             | -           | -           | 284    | 15     |

### Cronologia presenze e reti in nazionale
| Cronologia completa delle presenze e delle reti in nazionale ― Uruguay | Cronologia completa delle presenze e delle reti in nazionale ― Uruguay | Cronologia completa delle presenze e delle reti in nazionale ― Uruguay | Cronologia completa delle presenze e delle reti in nazionale ― Uruguay | Cronologia completa delle presenze e delle reti in nazionale ― Uruguay | Cronologia completa delle presenze e delle reti in nazionale ― Uruguay | Cronologia completa delle presenze e delle reti in nazionale ― Uruguay | Cronologia completa delle presenze e delle reti in nazionale ― Uruguay |
| Data                                                                   | Città                                                                  | In casa                                                                | Risultato                                                              | Ospiti                                                                 | Competizione                                                           | Reti                                                                   | Note                                                                   |
| ---------------------------------------------------------------------- | ---------------------------------------------------------------------- | ---------------------------------------------------------------------- | ---------------------------------------------------------------------- | ---------------------------------------------------------------------- | ---------------------------------------------------------------------- | ---------------------------------------------------------------------- | ---------------------------------------------------------------------- |
| 8-10-2020                                                              | Montevideo                                                             | Uruguay                                                                | 2 – 1                                                                  | Cile                                                                   | Qual. Mondiali 2022                                                    | -                                                                      | 76’                                                                    |
| 13-10-2020                                                             | Quito                                                                  | Ecuador                                                                | 4 – 2                                                                  | Uruguay                                                                | Qual. Mondiali 2022                                                    | -                                                                      | 89’                                                                    |
| 13-11-2020                                                             | Barranquilla                                                           | Colombia                                                               | 0 – 3                                                                  | Uruguay                                                                | Qual. Mondiali 2022                                                    | -                                                                      | 78’                                                                    |
| 17-11-2020                                                             | Montevideo                                                             | Uruguay                                                                | 0 – 2                                                                  | Brasile                                                                | Qual. Mondiali 2022                                                    | -                                                                      | 60’                                                                    |
| 2-9-2021                                                               | Lima                                                                   | Perù                                                                   | 1 – 1                                                                  | Uruguay                                                                | Qual. Mondiali 2022                                                    | -                                                                      | 46’                                                                    |
| 5-9-2021                                                               | Montevideo                                                             | Uruguay                                                                | 4 – 2                                                                  | Bolivia                                                                | Qual. Mondiali 2022                                                    | -                                                                      | 46’                                                                    |
| 12-11-2021                                                             | Montevideo                                                             | Uruguay                                                                | 0 – 1                                                                  | Argentina                                                              | Qual. Mondiali 2022                                                    | -                                                                      | 64’                                                                    |
| 16-11-2021                                                             | La Paz                                                                 | Bolivia                                                                | 3 – 0                                                                  | Uruguay                                                                | Qual. Mondiali 2022                                                    | -                                                                      | 68’                                                                    |
| 27-1-2022                                                              | Asunción                                                               | Paraguay                                                               | 0 – 1                                                                  | Uruguay                                                                | Qual. Mondiali 2022                                                    | -                                                                      | 90’                                                                    |
| 1-2-2022                                                               | Montevideo                                                             | Uruguay                                                                | 4 – 1                                                                  | Venezuela                                                              | Qual. Mondiali 2022                                                    | -                                                                      | 74’                                                                    |
| 5-6-2022                                                               | Kansas City                                                            | Stati Uniti                                                            | 0 – 0                                                                  | Uruguay                                                                | Amichevole                                                             | -                                                                      | 60’                                                                    |
| 11-6-2022                                                              | Montevideo                                                             | Uruguay                                                                | 5 – 0                                                                  | Panama                                                                 | Amichevole                                                             | -                                                                      | 76’                                                                    |
| Totale                                                                 |                                                                        | Presenze                                                               | 12                                                                     |                                                                        | Reti                                                                   | 0                                                                      |                                                                        |